# Huehuecoyotl

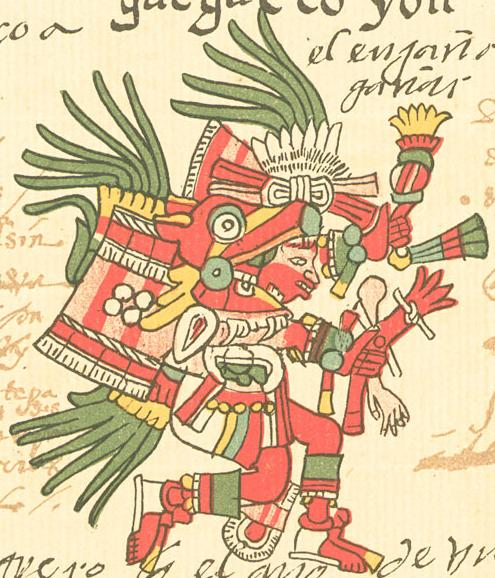
Representação de Huehuecoyotl no Códice Telleriano-Remensis

Huehuecoyotl, ou Ueuecoyotl (lit. "coiote velho"), é o deus Asteca da dança, música, trapaça e sexo, geralmente representado como um coiote vermelho com pés e mãos humanas usando penas verdes. Embora fosse geralmente retratado como do sexo masculino, Huehuecoyotl faz parte da família Tezcatlipoca, e portanto herdou a capacidade de mudar de forma a vontade, incluindo o sexo.
Um verdadeiro brincalhão, vários mitos mostram Huehuecoyotl pregando peças em outras pessoas, especialmente os outros deuses, mas suas brincadeiras geralmente saiam pela culatra e causavam mais dano ao Huehuecoyotl que as suas vitimas. Porem, vale ressaltar que Huehuecoyotl podia ser bem cruel se precisasse, e era conhecido por provocar guerras entre os mortais pelo simples prazer de aliviar seu tédio. Seu lado mal era representado como um coiote negro de penas amarelas.
Apesar disto, Huehuecoyotl não era um deus sádico. De fato, ele era geralmente amigável com os humanos, e era frequentemente acompanhado por um ou mais humanos que tocavam tambor enquanto ele dançava. Outro exemplo da proximidade de Huehuecoyotl com a humanidade era a crença de que, já que ele era capaz de mudar de forma, ele também podia mudar o destino dos homens, e as pessoas da época de fato rezavam por sua intercessão quando acreditavam que algum outro deus tivesse jogado uma praga neles. Por causa disto, havia um favoritismo no seu culto por benefícios práticos e espirituais.
Este aspecto dualista de sua personalidade fazia que Huehuecoyotl representasse a coisa mais próxima do conceito de Yin e Yang que o povo asteca tinha na época. Ele também era o único amigo de Xolotl, deus do fogo e da doença, uma associação criada pelo aspecto canino de ambos os deuses.